# Bursard
Bursard är en kommun i departementet Orne i regionen Normandie i nordvästra Frankrike. Kommunen ligger i kantonen Le Mêle-sur-Sarthe som tillhör arrondissementet Alençon. År 2022 hade Bursard 200 invånare.

## Befolkningsutveckling
Antalet invånare i kommunen Bursard
| Referens: INSEE |